# 앙골라 콴자
콴자(ISO: AOA, 약자는: Kz)는 앙골라의 통화이다. 콴자라는 이름을 가진 4가지의 다른 종류의 콴자화가 1977년부터 유통되었다.

## 개요
| 시작한 날짜 | 끝난 날짜  | ISO 4217 | 통화 단위                       | 보조단위               | 비율                             |
| ----------- | ---------- | -------- | ------------------------------- | ---------------------- | -------------------------------- |
| 1977-01-08  | 1990-09-24 | AOK      | 콴자(Kwanza)                    | 100 르웨이 (lwei)      | 1 콴자 = 1 앙골라 에스쿠도       |
| 1990-09-25  | 1995-06-30 | AON      | 새로운 콴자 (Novo kwanza)       | 없음                   | 1 새로운 콴자 = 1 콴자           |
| 1995-07-01  | 1999-11-30 | AOR      | 재조정 콴자 (Kwanza reajustado) | 없음                   | 1 재조정 콴자 = 1000 새로운 콴자 |
| 1999-12-01  | 현재       | AOA      | 콴자                            | 100 센티모스(cêntimos) | 1 콴자 = 1,000,000 재조정 콴자   |

## 첫 번째 콴자, AOK, 1975-1990년
콴자는 앙골라의 독립 뒤에 도입되었다. 콴자는 이스쿠두를 같은 비율로 대체했고 1 콴자는 100 르웨이(lwei)로 나위었다. 콴자의 ISO 4217 코드는 AOK였다.

### 동전
콴자의 첫 번째 동전들은 앙골라가 독립한 날인 1975년 11월 11일을 제외하고는 어떠한 날짜도 나타나있지 않았다. 동전의 종류는 10, 20, 50 르웨이, 1, 2, 5, 10 콴자였다. 20 콴자 동전은 1978년에 추가되었다. 동전에 나타나 있는 마지막 날짜는 1979년이었다.

### 지폐
1977년 1월 8일, 11 DE NOVEMBRO DE 1975 라고 날짜가 기입된 지폐는 Banco Nacional de Angola (앙골라 국립 은행)에 의해 20, 50, 100, 500, 1000 콴자의 종류로 도입되었다. 20 콴자 지폐는 1978년에 동전으로 대체되었다.

## 새로운 콴자 (Novo kwanza), AON, 1990-1995년
1990년, ISO 4217 코드 AON 을 가진 새로운 콴자 (novo kwanza)가 도입되었다. 비록 새로운 콴자화가 첫 번째 콴자화를 같은 비율로 대체하였으나, 앙골라인들은 옛날 지폐의 5%만 새 지폐로 교환받을 수 있었다. 나머지는 공채 등으로 교환받아야 했다. 새로운 콴자는 심한 인플레이션의 영향을 받았다.

### 지폐
새로운 콴자는 지폐의 형태로만 발행되었다. 1990년, 이전의 지폐 위에 덧붙여 인쇄된 첫 번째 지폐의 종류는 50 (확인되지 않음), 500, 1000, 5000 새로운 콴자 (5000 새로운 콴자 지폐는 이전의 100 콴자 지폐 위에 덧붙여 인쇄되었다)였다. 1991년, 단어 "novo" (새로운)는 정기적으로 발행한 지폐인 100, 500, 1000, 5000, 10,000, 50,000, 100,000, 500,000 콴자에서 사라지게 되었다.

## 재조정 콴자 (Kwanza reajustado), AOR, 1995-1999년
1995년, 재조정 콴자화는 이전의 콴자화를 1,000 대 1의 비율로 대체하였다. 재조정 콴자의 ISO 4217 코드는 AOR이었다. 인플레이션은 계속되었고 아무 동전도 발행되지 않았다.

### 지폐
환율에도 불구하고, 옛 콴자의 낮은 가치로 인해 재조정 콴자화의 가장 낮은 액면가를 가진 지폐는 1000 재조정 콴자였다. 그 외에는 5,000, 10,000, 50,000, 100,000, 500,000, 1,000,000, 5,000,000 콴자 지폐가 있었다.

## 두 번째 콴자, AOA, 1999년-
1999년, 간단히 콴자 (kwanza)라고 불리는 두 번째 통화가 도입되었다. 첫 번째 콴자와 달리, 이 통화는 100 센티모스 (cêntimos)로 나뉘었다. 이 통화의 도입은 동전의 재도입을 뜻하였다. 초기에는 인플레이션에 시달리기도 하였지만, 현재 콴자의 가치는 안정된 상태이다.

### 동전
| 동전        | 동전  | 동전  | 동전           | 동전   | 동전                  | 동전 | 동전         |
| 가치        | 규격  | 규격  | 규격           | 설명   | 설명                  | 설명 | 첫 주조 년도 |
| 가치        | 지름  | 무게  | 성분           | 모서리 | 앞면                  | 뒷면 | 첫 주조 년도 |
| ----------- | ----- | ----- | -------------- | ------ | --------------------- | ---- | ------------ |
| 10 센티모스 | 15 mm | 1.5 g | 구리 도금 강철 | 거침   | 나라 이름, 국장, 년도 | 가치 | 1999년       |
| 50 센티모스 | 18 mm | 3 g   | 구리 도금 강철 | 거침   | 나라 이름, 국장, 년도 | 가치 | 1999년       |
| 1 kwanza    | 21 mm | 4.5 g | 백동           | 거침   | 나라 이름, 국장, 년도 | 가치 | 1999년       |
| 2 콴자      | 22 mm | 5 g   | 백동           | 거침   | 나라 이름, 국장, 년도 | 가치 | 1999년       |
| 5 콴자      | 26 mm | 7 g   | 백동           | 거침   | 나라 이름, 국장, 년도 | 가치 | 1999년       |

### 지폐
| 지폐                             | 지폐                             | 지폐      | 지폐      | 지폐                                         | 지폐                                       | 지폐     | 지폐        | 지폐            |
| 사진                             | 사진                             | 가치      | 색        | 설명                                         | 설명                                       | 설명     | 날짜        | 날짜            |
| 앞면                             | 뒷면                             | 가치      | 색        | 앞면                                         | 뒷면                                       | 워터마크 | 인쇄        | 발행            |
| -------------------------------- | -------------------------------- | --------- | --------- | -------------------------------------------- | ------------------------------------------ | -------- | ----------- | --------------- |
|                                  |                                  | 1 콴자    | 핑크색    | 아고스티뉴 네투, 조제 에두아르두 두스 산투스 | 목화를 꺾는 여자들                         | ?        | 1999년 10월 | 1999년 12월 1일 |
|                                  |                                  | 5 콴자    | 밝은 녹색 | 아고스티뉴 네투, 조제 에두아르두 두스 산투스 | 산길                                       | ?        | 1999년 10월 | 1999년 12월 1일 |
|                                  |                                  | 10 콴자   | 빨간색    | 아고스티뉴 네투, 조제 에두아르두 두스 산투스 | 2 마리의 영양                              | ?        | 1999년 10월 | 1999년 12월 1일 |
|                                  |                                  | 50 콴자   | 라임색    | 아고스티뉴 네투, 조제 에두아르두 두스 산투스 | 앞바다의 석유 굴착 장치                    | ?        | 1999년 10월 | 1999년 12월 1일 |
|                                  |                                  | 100 콴자  | 황갈색    | 아고스티뉴 네투, 조제 에두아르두 두스 산투스 | 앙골라 국립은행 (Banco Nacional de Angola) | ?        | 1999년 10월 | 1999년 12월 1일 |
|                                  |                                  | 200 콴자  | 옅은 자색 | 아고스티뉴 네투, 조제 에두아르두 두스 산투스 | 루안다의 공중 전망                         | ?        | 2003년 11월 | 2004년 7월 19일 |
|                                  |                                  | 500 콴자  | 주황색    | 아고스티뉴 네투, 조제 에두아르두 두스 산투스 | 목화                                       | ?        | 2003년 11월 | 2004년 7월 19일 |
|                                  |                                  | 1000 콴자 | 장미색    | 아고스티뉴 네투, 조제 에두아르두 두스 산투스 | 커피 플랜테이션 농업                       | ?        | 2003년 11월 | 2004년 7월 19일 |
| [ 깨진 링크 ( 과거 내용 찾기 ) ] | [ 깨진 링크 ( 과거 내용 찾기 ) ] | 2000 콴자 | 라임색    | 아고스티뉴 네투, 조제 에두아르두 두스 산투스 | 해변                                       | ?        | 2003년 11월 | 2006년          |

지폐는 생김새가 모두 비슷하므로, 단지 색깔로 구분할 수 있다.
2013년 3월 50, 100, 200, 500콴자 지폐의 도안들을 새롭게 변경하였으며, 5월 31일에는 1,000과 2,000콴자를 변경하는 동시에 5,000콴자를 새롭게 발행하였다.

## 역사적 환율
다음의 표는 1 미국 달러당 콴자의 역대 환율을 보여준다.
| 년도                | ISO 부호와 이름                         | 환율                                               |
| ------------------- | --------------------------------------- | -------------------------------------------------- |
| 1994년              | AON 새로운 콴자 (AON novo kwanza)       | 34,200에서 850,000                                 |
| 1995년 1월에서 6월  | AON 새로운 콴자                         | 1,000,000에서 2,100,000                            |
| 1995년 7월 1일      |                                         | 1000 AON -> 1 AOR (재조정 콴자, kwanza reajustado) |
| 1995년 7월에서 12월 | AOR 재조정 콴자 (AOR kwanza reajustado) | 2,100에서 13,000                                   |
| 1996년              | AOR 재조정 콴자                         | 13,000에서 210,000에서 194,000                     |
| 1997년              | AOR 재조정 콴자                         | 194,000에서 253,300                                |
| 1998년              | AOR 재조정 콴자                         | 253,300에서 594,000                                |
| 1999년              | AOR 재조정 콴자                         | 594,000에서 5,400,000                              |
| 1999년 12월 1일     |                                         | 1백만 AOR -> 1 AOA (콴자)                          |
| 2000년              | AOA 콴자                                | 5.4에서 16.3                                       |
| 2001년              | AOA 콴자                                | 16.3에서 31.12                                     |
| 2002년              | AOA 콴자                                | 31.12에서 57.47                                    |
| 2003년              | AOA 콴자                                | 57.47에서 86.88에서 78.61                          |
| 2004년              | AOA 콴자                                | 78.61에서 85.90                                    |
| 2005년              | AOA 콴자                                | 85.90에서 88.97에서 80.58                          |
| 2006년              | AOA 콴자                                | 80.58에서 89.01에서 80.57                          |
| 2007년              | AOA 콴자                                | 80.57에서 74.78에서 75.16                          |
| 2008년              | AOA 콴자                                | 75.16                                              |
| 2017년              | AOA 콴자                                | 165.09                                             |
| 2018년              | AOA 콴자                                | 238.801에서 308.61                                 |
| 2019년              | AOA 콴자                                | 308.61에서 482.23                                  |
| 2020년              | AOA 콴자                                | 482.23에서 -                                       |

앙골라의 통화는 1990년대 여러 번 가치가 낮은 통화 중 하나였다.

## 같이 보기
- 앙골라의 경제